# Сепараза
 Сепараза  (англ. Separase), также известная как  сепарин  (англ. separin) — цистеиновая протеаза (КФ 3.4.22.49), ответственная за запуск анафазы путём гидролиза когезина, белка, отвечающего за связывание сестринских хроматид во время ранней стадии анафазы. В организме человека сепарин кодируется геном  ESPL1 .
Длина полипептидной цепи белка составляет 2120 аминокислот, а молекулярная масса — 233175 Да.

## Открытие
У S. cerevisiae сепараза кодируется геном esp1. Он был обнаружен Кимом Нэсмитом и коллегами в 1998 году.

## Функция

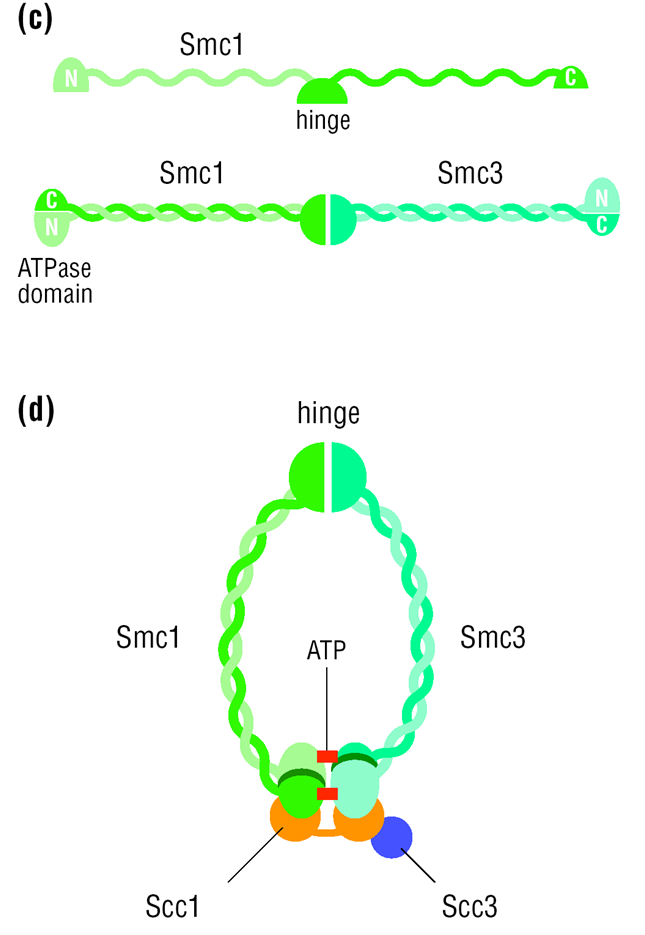
Комплекс когезина дрожжей состоит из специализированных белков, включая Scc1..

Стабильная сплочённость между сестринскими хроматидами до анафазы и их своевременное отделение в анафазе имеют решающее значение для деления клеток и наследования хромосом. У позвоночных сплоченность сестринских хроматид разрушается в 2 этапа различными механизмами. Первый этап включает в себя фосфорилирование STAG1 или STAG2 в когезиновом комплексе. Второй этап включает расщепление субъединицы когезина SCC1 (RAD21) сепаразой, которая инициирует окончательное разделение сестринских хроматид.
В S. cerevisiae Esp1 кодируется esp1-1 и регулируется секурином PDS1. Две сестринские хроматиды изначально не связаны друг с другом когезиновым комплексом до начала анафазы, в течение которой митотическое веретено деления отделяет две сестринские хроматиды друг от друга, оставляя каждую из двух дочерних клеток с эквивалентным количеством сестринских хроматид. Белки, которые связывают две сестринские хроматиды, не позволяя преждевременному разделению сестринских хроматид, являются частью когезинового семейства белков. Один из этих белков, важных для сплоченности сестринских хроматид — Scc1. Esp1 является белком сепаразы, который расщепляет когезиновую субъединицу Scc1 (Rad21), что позволяет сестринским хроматидам разделиться в начале анафазы в течение митоза.

## Регуляция

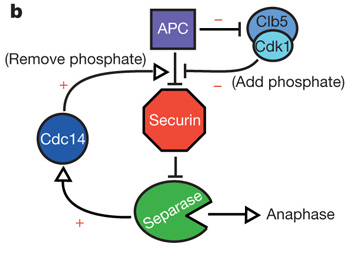
Схема сети с петлёй обратной связи для создания переключателя активации анафазы.

Когда клетка находится в стадии покоя (отсутствие деления), сепараза предотвращает отделение когезина путём его ассоциации с другим белком, секурином, а также фосфорилированием циклин-CDK комплексом. Это обеспечивает два уровня негативной регуляции предотвращения ненадлежащего расщепления когезина. Обратите внимание, что сепараза не может функционировать без первоначального формирования комплекса секурин-сепараза у большинства организмов. Это потому, что секурин помогает удерживать сепаразу в функциональной конформации. Тем не менее, дрожжи по-видимому, не требуют секурина для образования функциональной сепаразы, потому что анафаза наступает в дрожжах даже с удаленным секурином.
По сигналу анафазы секурин убиквитинируется и гидролизуется, освобождая сепаразу для дефосфорилирования комплекса APC-Cdc20. Активная сепараза может расщеплять Scc1 для освобождения сестринских хроматид.
Сепараза инициирует активацию Cdc14 в начале анафазы и Cdc14 дефосфорилирует секурин, тем самым увеличивая свою эффективность в качестве субстрата для деградации. Наличие этой положительной обратной связи предлагает потенциальный механизм для предоставления анафазе расширенного переключателя поведения.

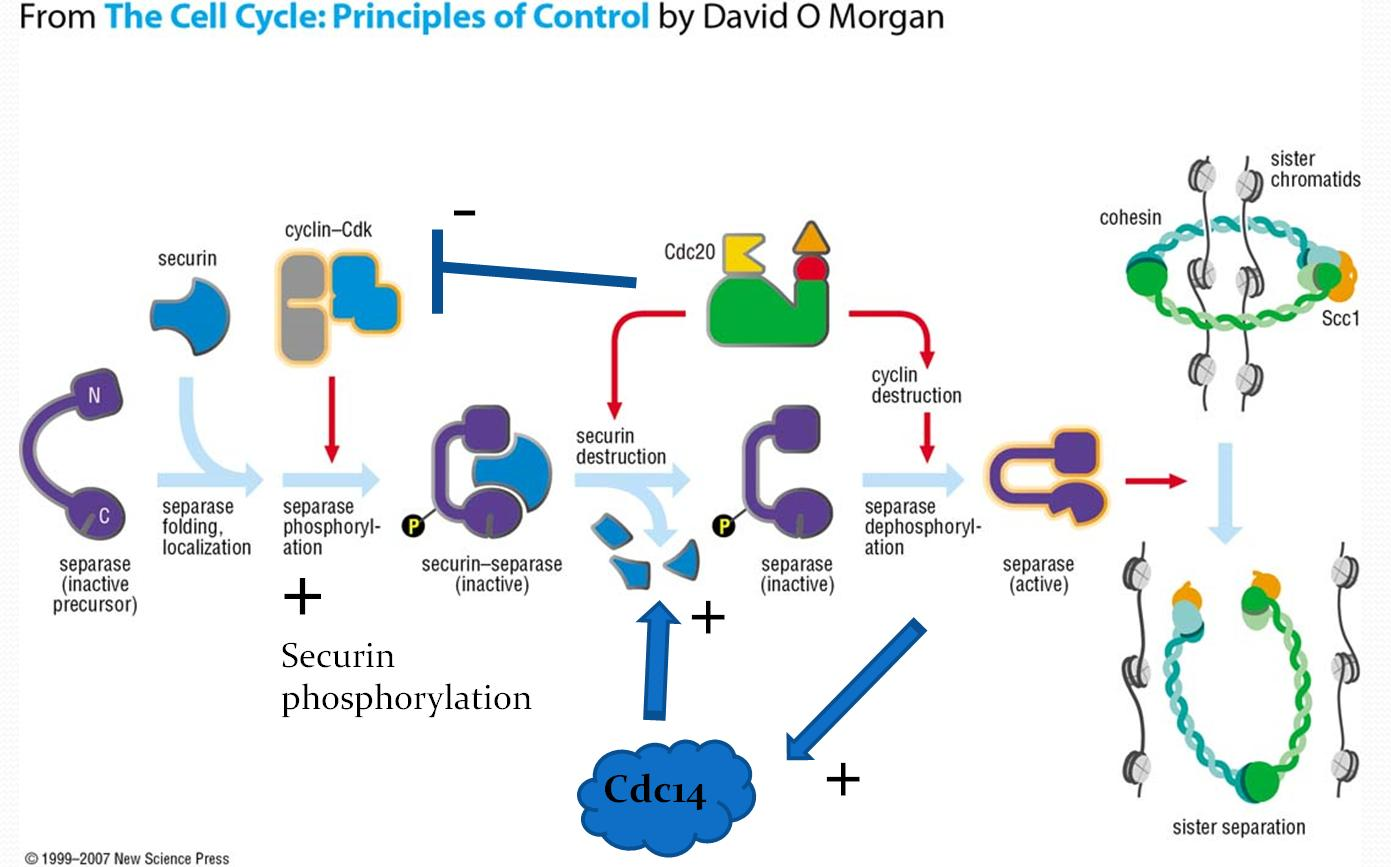
рисунок 4: Потенциальная схема сети с участием секурина и сепаразы для создания переключателя активации анафазы.